# Ikarus S-49
L’Ikarus S-49 era un aereo da caccia monoposto monomotore costruito per la RV i PVO, ossia l'aeronautica militare jugoslava, dopo il termine della seconda guerra mondiale.
Dopo la spaccatura politica Tito-Stalin del 1948, l'RV i PVO fu ridotta ad un arsenale aereo composto principalmente da velivoli sovietici. Non potendo più ottenere nuovi velivoli o pezzi di ricambio per gli aerei in dotazione, l'RV i PVO chiese alla propria industria aeronautica nazionale di creare un nuovo modello per sopperire a tale mancanza.
Il risultato fu l'S-49A, progettato da Kosta Sivčev, Svetozar Popović e Slobodan Zrnić sulla base del velivolo jugoslavo prebellico Rogožarski IK-3. L'S-49A fu seguito dalla versione migliorata S-49C, caratterizzata da una costruzione interamente in metallo e dall'impiego di un motore più potente. Furono prodotti complessivamente 45 S-49A e 113 S-49C dall'industria aeronautica Ikarus a Zemun. L'ultimo velivolo lasciò il servizio tra il 1960 ed il 1961, sostituito da velivoli più moderni.

## Storia del progetto
Dopo la risoluzione dell'Informbiro nel 1948 e la conseguente rottura con l'Unione Sovietica, la Jugoslavia fu obbligata a fare affidamento sulla propria industria militare nazionale. Gli ingegneri Kosta Sivcev, Slobodan Zrnic e Svetozar K. Popovic (i primi due con Ljubomir Ilic avevano progettato il Rogozarski IK-3), si basarono sulla documentazione tecnica dell'IK-3 per progettare un nuovo aereo da caccia, l'Ikarus S-49. Il primo prototipo dell'S-49A volò nel giugno del 1949, mentre il primo esemplare operativo fu consegnato alle unità da combattimento all'inizio del 1950.

## Tecnica
L'S-49A era di costruzione mista, mosso dai motori sovietici VK-105 che non furono più disponibili dopo il 1948. Pertanto fu deciso di produrre una nuova versione del velivolo utilizzando il motore francese Hispano-Suiza 12Z-17. Poiché questo motore era più grande e più pesante, il nuovo aereo doveva essere costruito interamente in metallo con un muso molto più lungo.
L'aereo fu principalmente costruito dalla Ikarus, mentre le ali e la coda furono fornite dalla fabbrica SOKO di Mostar.  L'armamento rimase lo stesso dell'Ikarus S-49A e consisteva in un cannone automatico Mauser MG-151/20 da 20 mm prodotto in Germania durante la seconda guerra mondiale e due mitragliatrici Colt Browning da 12,7 mm. In aggiunta era dotato, sotto le ali, di rastrelliere per due bombe da 50 kg o 4 razzi HVAR da 127 mm.

## Impiego operativo
All'inizio del 1952, l'Ikarus S-49C fu dato in dotazione all'aeronautica jugoslava. Circa 130 S-49C furono prodotti negli anni cinquanta e rimasero in servizio fino al 1961.
- S-49A - costruzione mista e motore Klimov M-105 (45 esemplari costruiti)
- S-49B - versione pianificata alimentata da un motore Daimler-Benz; non costruito.
- S-49C - costruzione interamente in metallo e motore Hispano-Suiza 12Z (113 costruiti)

## Utilizzatori
Jugoslavia

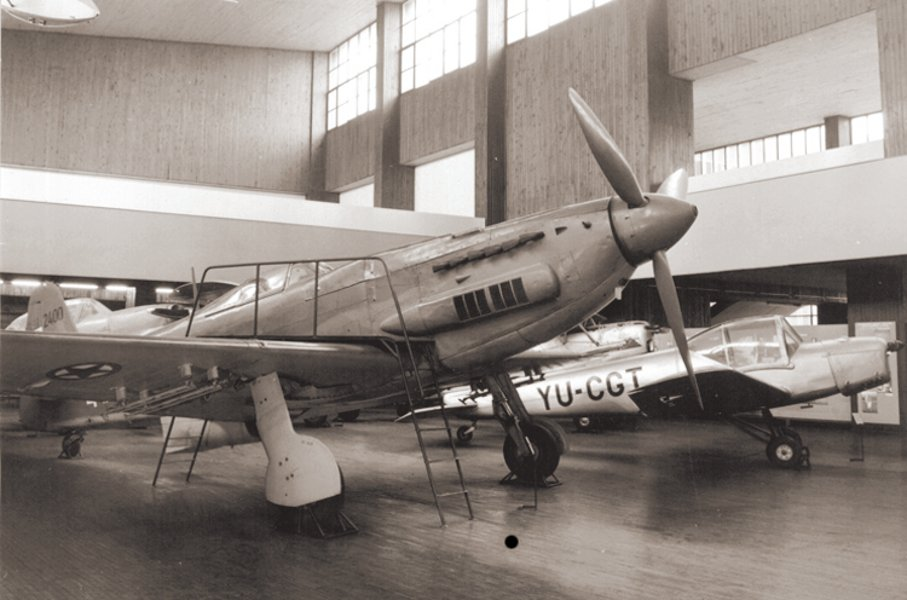
Un esemplare di S-49C.

- Jugoslovensko ratno vazduhoplovstvo i protivvazdušna odbrana
  - Ikarus S-49A - 46 aerei (1949–1957) 
    - 117th Fighter Aviation Regiment (1950-1953)
    - 204th Fighter Aviation Regiment (1950-1953)
    - 107th Fighter Aviation Regiment (1953–1957)
    - Squadrone di addestramento della 44ª divisione aeronautica (1953-1954)

  - Ikarus S-49C - 112 aeromobili (1952–1961) 
    - 116th Fighter Aviation Regiment (1952–1960)
    - 185th Fighter Aviation Regiment (1953–1956)
    - 40th Fighter Aviation Regiment (1955-1959)
    - 109th Fighter Aviation Regiment (1956-1960)
    - 88th Fighter Aviation Regiment (1957-1959)
    - Squadrone di addestramento della 39ª divisione aeronautica (1953-1959) S-49C